# Acanthocyclops dussarti
Acanthocyclops dussarti is een eenoogkreeftjessoort uit de familie van de Cyclopidae. De wetenschappelijke naam van de soort is voor het eerst geldig gepubliceerd in 1977 door Pesce & Maggi.